# Jeanne des Armoises

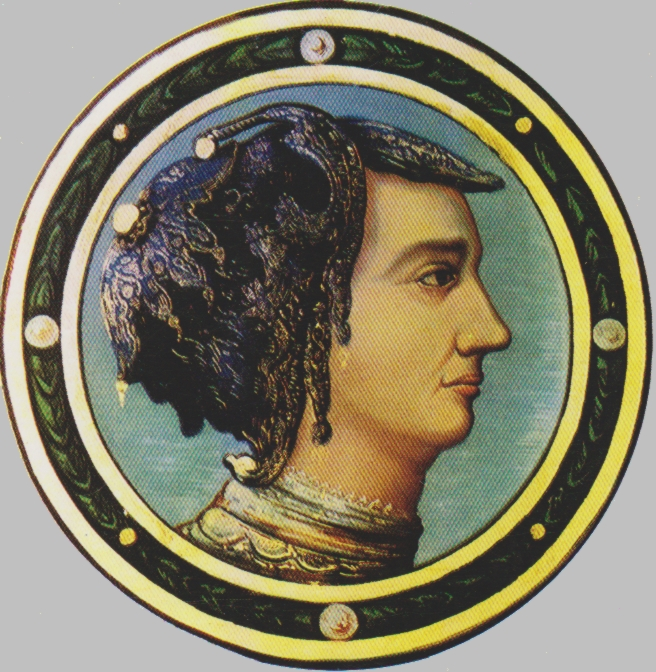
Jeanne des Armoises,

Jeanne des Armoises (también conocida como Claude des Armoises; fl. 1438) fue una aventurera francesa que vivió en el siglo XV. La crónica de Metz dice que luchó en Italia como soldado en el ejército del Papa y que, a partir de 1436 fue reconocida como Juana de Arco, que habría escapado al suplicio. Esta posibilidad histórica suscita una importante controversia
Con la ayuda de los hermanos de Juana de Arco, Jean y Pierre, reclamó ser Juana de Arco todavía viva en 1436. Pasó tres semanas en Marieulles con una familia noble de Metz. Entonces –  como correspondía a la “Doncella de Francia” – fue en peregrinación al santuario de la “Virgen Negra de Liesse" en Annecy. De allí fue con los dos hermanos de Lys (los hermanos de Juana de Arco) a Arlon, a la corte de la Princesa Elizabeth de Luxemburgo (1390-1451). La Duquesa Elisabeth von Görlitz, como se la conocía también, se había convertido desde 1409 en la mujer del Príncipe Antonio de Borgoña, que murió en la Batalla de Azincourt en 1415. El engaño terminó en París en 1440, cuando hizo una confesión completa a Carlos VII. 
Se casó con el caballero Robert des Armoises, se retiró a su castillo de Jaulny y tuvo varios hijos, cuyos descendientes han sobrevivido hasta el día de hoy.

## Crónica del decano de la colegiata de Saint-Thièbault de Metz

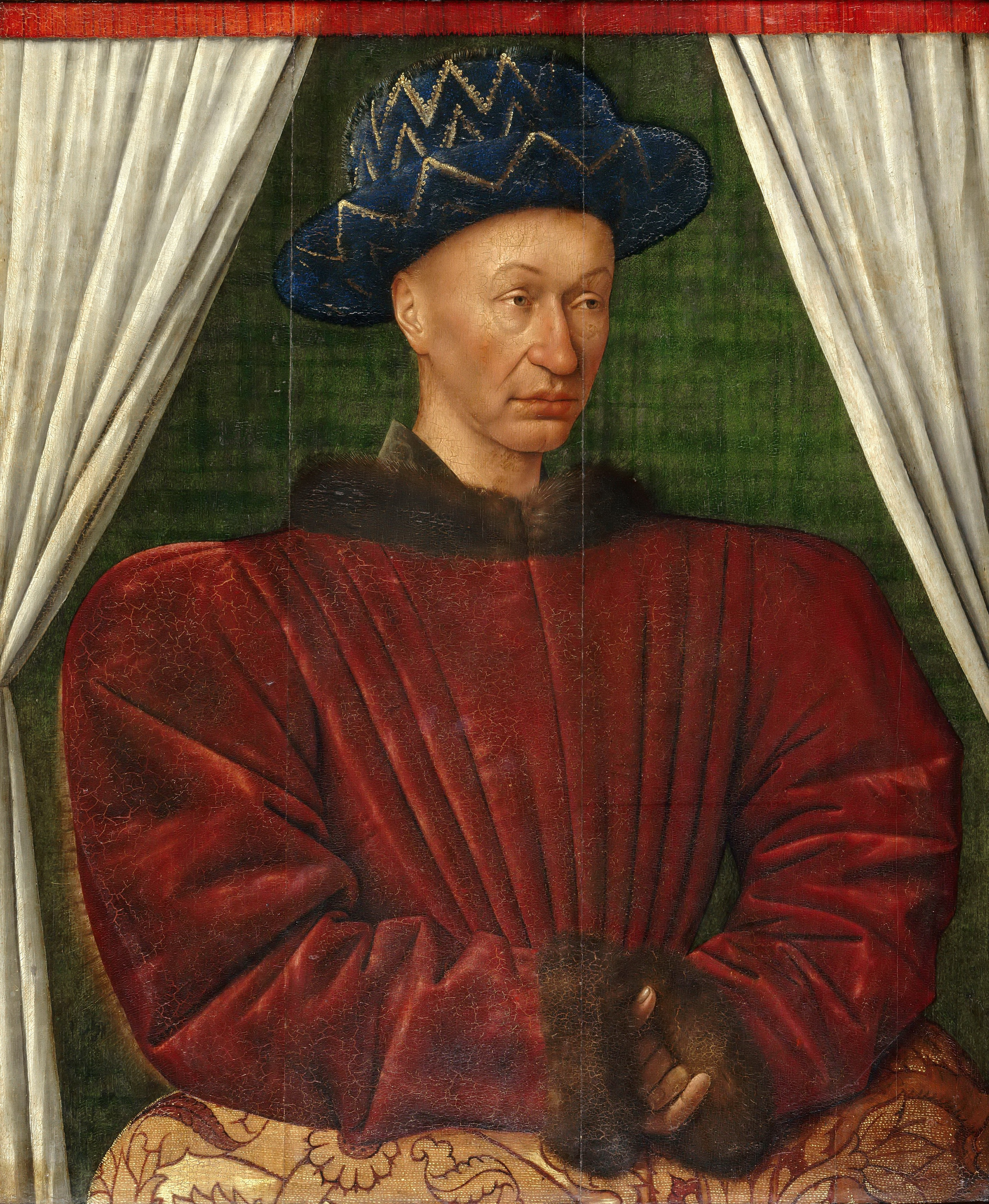
Carlos VII de Francia

Según una fuente tardía (encontrada en 1686 en Metz) se habría dado a conocer el 20 de mayo de 1436 en la región de Metz afirmando ser Juana de Arco (que habría escapado a la hoguera). De hecho los hermanos de Juana de Arco la reconocieron como su hermana. 
Esta « Juana », de la que se dice que nació de la relación adúltera que la reina de Francia Isabel de Baviera habría tenido con su cuñado y consejero, Luis, duque de Orleans. La niña habría sido dada para criarla a unos labradores del pueblo de Domrémy cerca de Vaucouleurs, enclave francés en el Ducado de Bar, lejos de las intrigas y de los campos de batalla de la guerra de los Cien Años que desolaban Francia. 
Reconocida por ser considerada como la heroína supuestamente muerta en Ruan en 1431 sobre la hoguera, se casó en noviembre del mismo año 1436 en Arlon, en el ducado de Luxemburgo, con Robert des Armoises, señor de Jaulny, pariente cercano del sire de Baudricourt, gobernador de Vaucouleurs que había favorecido el destino de la Pucelle. El sire de Jaulny era un caballero quincuagenario (bastante mayor para la época), refugiado en Luxemburgo para escapar al proceso por felonía que había entablado su soberano Renato I de Nápoles, duque de Bar. Allí, «Jeanne » habría encontrado igualmente a la duquesa de Luxemburgo, Elisabeth de Goerlitz, con un tren de vida tan desenfrenado que tuvo que vender sus posesiones al duque de Borgoña en 1441. 
Como consecuencia de la noticia del regreso de la Pucelle, la ciudad de Orleans interrumpió los servicios fúnebres en memoria de Juana de Arco durante tres años. Jeanne des Armoises consiguió incluso, en 1439, que Gilles de Rais, Mariscal de Francia y antiguo compañero de armas de la verdadera Jeanne, le confiara los soldados de su tropa, los mismos que habían combatido al lado de la «Pucelle» en Poitou.

## Audiencia real y petición de gracia
Durante cuatro años, habría mantenido correspondencia con el rey Carlos VII de Francia que, para los que mantienen los orígenes reales de Juana de Arco, era su medio-hermano, la legitimidad de nacimiento del cual, ha sido igualmente discutida. 
Jeanne des Armoises obtuvo finalmente una audiencia del soberano que era el cuñado de Renato I de Nápoles duque du Bar cuya amante Agnès Sorel había sido acompañante de la esposa del propio Renato, la duquesa Isabel de Lorena.
Según una relación tardía del Chambelán de Boisy, el rey le pidió cual era el secreto que compartía con ella. La « heroína » se retractó, diciendo no conocer al rey, y pidió gracia.
Sometida a una encuesta ante la Comunidad y el Parlamento de París, fue desenmascarada y condenada en 1440. Admitió públicamente su impostura y se retiró con su marido a su castillo de Jaulny donde terminó sus días. 
Su caso no era, en aquellos tiempos, un caso aislado, un gran número de falsas Juanas de Arco aparecieron en los años que siguieron a la muerte de la Doncella en la hoguera de Ruan.

## Jeanne des Armoises y el mito de la Doncella

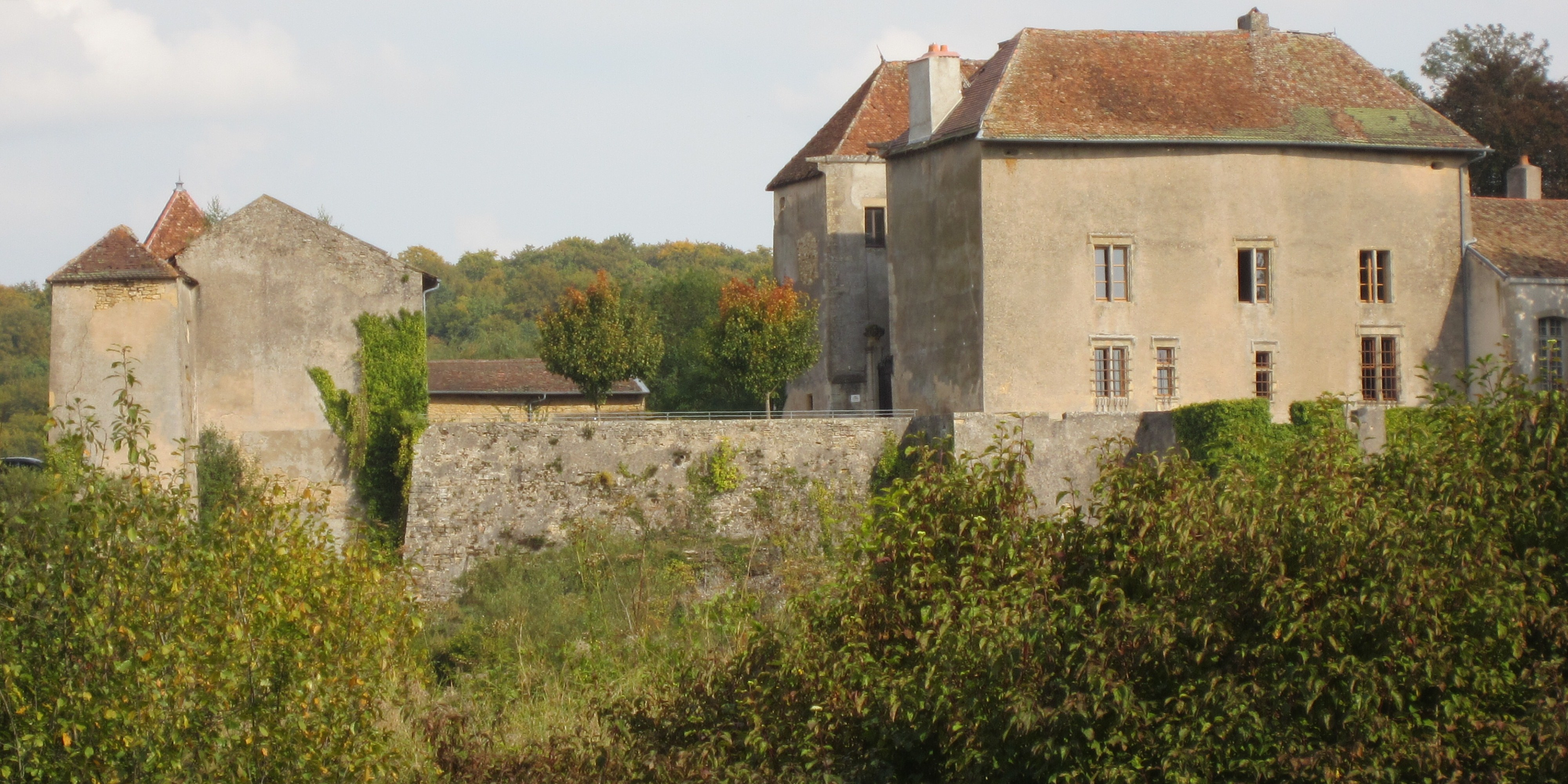
El castillo de Jaulny en su estado actual (Meurthe y Mosela)

Jeanne de Domrémy y Jeanne des Armoises fueron dos personajes diferentes. «Claude-Jeanne» basó su impostura en una vaga semejanza física con la heroína del sitio de Orleans. El propio hermano de la Pucelle y algunos miembros de la aristocracia habrían simplemente fingido reconocerla, ya que «Claude-Jeanne» hizo pública enmienda en 1440 ante el Parlamento de París para evitar el castigo del rey. 
Varios personajes ingenuos o dudosos habrían podido estar engañados o incluso ser cómplices de la aventurera para sacar algún beneficio de la estafa, especialmente Robert des Armoises. Este futuro castellano de Jaulny la desposó en noviembre de 1436 en Luxemburgo. Según los archivos, habría salido de un apellido de "fieles vasallos" de los Duques de Bar y de Lorena a finales del siglo XIII. Aparece como ejemplo de caballero mercenario, personaje de moda en aquellos tiempos. En los años en que se considera que se casó con «Jeanne »,  era quincuagenario, edad que hacía de él un anciano para la época y además estaba siendo juzgado por felonía por el Rey Renato, heredero del ducado de Bar.
La historia de Jeanne des Armoises tal como está relatada en la Crónica del decano de Saint-Thiébault de Metz, de las dudas emitidas por los cronistas del siglo XV y siglo XVI  con respecto a la realidad del suplicio de la Pucelle y de los textos literarios del final del s.XIX, que no pretenden ser obligatoriamente históricos, han contribuido a la emergencia de una teoría: si Jeanne la Pucelle había llegado allí donde se sabe, esto sería porque era una bastarda real puesta en escena a propósito, cuya madre habría sido Isabel de Baviera y el padre, Luis de Orleans.
En el siglo XXI , al visitante del castillo de Jaulny, se le muestran las armas de la Pucelle pintadas sobre un muro: una espada apuntando hacia lo alto, cernida con dos flores de lys, penetrando una corona real, y los «auténticos retratos de Jeanne y de su marido », el célebre Robert des Armoises, ambos señores de Jaulny, pintados en los arcones de una chimenea del siglo XVI.
Jeanne des Armoises o Jeanne de Lys, fue enterrada en la iglesia de Pulligny, en las proximidades del Castillo de Richardménil que era igualmente una posesión de la familia des Armoises.
En la víspera de la canonización de Juana de Arco, la sepultura fue profanada por miembros de la autoridad eclesiástica, que habían sellado la iglesia y tras abrirla los restos de la tumba fueron llevados a una fosa común.